# Gianius monnioti
Gianius monnioti är en ringmaskart som först beskrevs av Erséus 1987.  Gianius monnioti ingår i släktet Gianius och familjen glattmaskar. Inga underarter finns listade i Catalogue of Life.